# Silnice II/321
Silnice II/321 je silnice II. třídy, která vede z Častolovic do Deštného v Orlických horách. Je dlouhá 25 km. Prochází jedním krajem a jedním okresem.

## Vedení silnice

### Královéhradecký kraj, okres Rychnov nad Kněžnou
- Častolovice (křiž. II/318)
- Libel (křiž. II/320)
- Lokot (křiž. III/3211)
- Domašín (křiž. III/3213, III/3205)
- Solnice (křiž. I/14, III/32118h, III/3213, peáž s I/14)
- Kvasiny (křiž. III/3216)
- Skuhrov nad Bělou (křiž. III/3219, III/32111, III/32112)
- Deštné v Orlických horách (křiž. II/310, III/31816)